# 2010 SO16

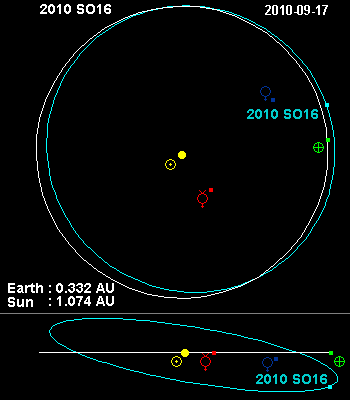

2010 SO16는 지구 주변 궤도를 돌고있는 1km 미만 소행성으로, 잠재적으로 위험한 소행성으로 분류된다. WISE 망원경으로 관측한 결과 357M로 알려졌으며, 알베도는 0.084이다.

## 같이 보기
- 3753 크뤼트네
- 위성
- 궤도 공명